# اشبی (نبراسکا)
اشبی (به انگلیسی: Ashby) یک منطقهٔ مسکونی در ایالات متحده آمریکا است که در شهرستان گرنت، نبراسکا واقع شده‌است.